# Daniel Randak
Daniel Randak (* 5. Oktober 1993 in Wien) ist ein österreichischer Fußballspieler.

## Karriere
Randak begann seine Karriere beim First Vienna FC 1894. 2010 kam er in die Akademie des SK Rapid Wien. Im März 2011 debütierte er für die Amateurmannschaft der Rapidler in der Regionalliga, als er am 16. Spieltag der Saison 2010/11 beim 6:2-Sieg gegen den FC Admira Wacker Mödling II in der Startelf stand. In jenem Spiel konnte er sogar die Treffer zum zwischenzeitlichen 2:0 und 3:0 erzielen. Im November 2012 stand Randak schließlich erstmals im Profikader von Rapid. Randak wurde jedoch nicht eingesetzt.
Im Jänner 2014 wurde er an den Zweitligisten SC-ESV Parndorf 1919 verliehen. Sein Debüt für Parndorf in der zweiten Liga gab er im März 2014, als er am 21. Spieltag der Saison 2013/14 gegen den SKN St. Pölten in der 79. Minute für Patrick Kienzl eingewechselt wurde. Mit Parndorf musste er zu Saisonende in die Regionalliga absteigen.
Zur Saison 2014/15 wechselte Randak zum Zweitligisten Floridsdorfer AC. Nachdem er für die Wiener allerdings nur fünf Spiele absolviert hatte, wechselte er im Sommer 2015 zum Regionalligisten 1. SC Sollenau. Nachdem sich die Sollenauer aus der Regionalliga zurückgezogen hatten, schloss Randak sich zur Saison 2016/17 dem Wiener Sportklub an.